# یوان مانچوکوئو
یوان مانچوکوئو (به انگلیسی: Manchukuo yuan) یکای پول رایج در کشور مانچوکوئو بود. مسئولیت کنترل این واحد پولی برعهدهٔ بانک مرکزی مانچوکوئو قرار داشت.